# Madatyphlops
Madatyphlops Hedges, Marion, Lipp, Marin & Vidal, 2014 è un genere di serpenti della famiglia Typhlopidae. È l'unico genere della sottofamiglia Madatyphlopinae Hedges, Marion, Lipp, Marin & Vidal, 2014.

## Descrizione
Il genere comprende serpenti di piccole dimensioni, con corpo cilindrico-tubolare, ricoperto da piccole squame; la testa è difficilmente distinguibile dal resto del corpo e gli occhi sono vestigiali. 

## Distribuzione e habitat
Il genere è presente in Madagascar, ove si concentra la maggiore biodiversità, e nelle isole Comore.

## Tassonomia
Comprende le seguenti specie:
- Madatyphlops albanalis (Rendahl, 1918)
- Madatyphlops andasibensis (Wallach & Glaw, 2009)
- Madatyphlops arenarius (Grandidier, 1872)
- Madatyphlops boettgeri (Boulenger, 1893)
- Madatyphlops comorensis (Boulenger, 1889)
- Madatyphlops decorsei (Mocquard, 1901)
- Madatyphlops domerguei (Roux-Estève, 1980)
- Madatyphlops eudelini Hawlitschek, Scherz, Webster, Ineich & Glaw, 2021
- Madatyphlops madagascariensis (Boettger, 1877)
- Madatyphlops microcephalus (Werner, 1909)
- Madatyphlops mucronatus (Boettger, 1880)
- Madatyphlops ocularis (Parker, 1927)
- Madatyphlops rajeryi (Renoult & Raselimanana, 2009)
- Madatyphlops reuteri (Boettger, 1881)